# Nogaré (Niamey)
Nogaré ist ein Stadtviertel (französisch: quartier) im Arrondissement Niamey V der Stadt Niamey in Niger.

## Geographie
Das Stadtviertel befindet sich im Norden von Niamey V am Fluss Niger. Nogaré grenzt im Osten an das Institut National de la Jeunesse, des Sports et de la Culture, im Süden an das Areal der Abdou-Moumouni-Universität Niamey und im Westen an das Stadtviertel Lamordé. Nogaré erstreckt sich über eine Fläche von etwa 34,9 Hektar. Das Stadtviertel liegt auf einem Alluvialboden, der überwiegend eine Einsickerung ermöglicht. Dort ist das Grundwasser gefährdet verunreinigt zu werden. An der Flussuferzone im Norden ist der Grundwasserspiegel hingegen so hoch, dass keine Einsickerung möglich ist, was wiederum die Überschwemmungsgefahr erhöht.
Das Standardschema für Straßennamen in Nogaré ist Rue NO 1, wobei auf das französische Rue für Straße das Kürzel NO für Nogaré und zuletzt eine Nummer folgt. Dies geht auf ein Projekt zur Straßenbenennung in Niamey aus dem Jahr 2002 zurück, bei dem die Stadt in 44 Zonen mit jeweils eigenen Buchstabenkürzeln eingeteilt wurde.

## Geschichte
Nogaré war ursprünglich ein Fulbe-Dorf, das bereits vor 1930 existierte. Es wurde in den 1970er Jahren, nach der Errichtung der Kennedybrücke über den Fluss Niger, in Niamey eingemeindet. In der Zeit von 1971 bis 1976 erfolgte eine Erweiterung durch die Errichtung neuer Wohnungen. Die Umsiedlung von rund 750 von Überschwemmungen betroffenen Haushalten aus den Stadtvierteln Nogaré, Karadjé, Lamordé und Kirkissoye in das neue Stadtviertel Séno wurde im Februar 2013 abgeschlossen.

## Bevölkerung
Bei der Volkszählung 2012 hatte Nogaré 5662 Einwohner, die in 1009 Haushalten lebten. Bei der Volkszählung 2001 betrug die Einwohnerzahl 4125 in 630 Haushalten und bei der Volkszählung 1988 belief sich die Einwohnerzahl auf 3352 in 596 Haushalten.

## Wirtschaft und Infrastruktur
Die Gärtnereien in Nogaré werden großteils von Gourmantché bewirtschaftet, die jedoch nicht Eigentümer des Landes sind. Dort werden hauptsächlich Salat, Kohl, Tomaten, Kürbisse, Melonen und Okra angebaut, die für den Verkauf bestimmt sind.
Im Stadtviertel gibt es mehrere Grundschulen. Die öffentliche Grundschule Ecole primaire de Nogaré wurde 1981 gegründet.